# Климент XI
Климент XI (лат. Clemens PP. XI, в миру Джованни Франческо Альбани; 23 июля 1649 или 22 июля 1649, Урбино — 19 марта 1721[…], Рим) — папа римский с 23 ноября 1700 года по 19 марта 1721 года.

## Биография

### Ранняя жизнь
Джованни Франческо Альбани родился 23 июля 1649 года в Урбино в знатной семье. Его мать Елена Моска (1630 — 1698) была итальянкой из дворянской семьи Моска в Пезаро, в то время как его отец Карло Альбани (1623 — 1684) был патрицием из семьи Альбани, которая переселилась в Урбино из северной Албании в 15-м веке.
Альбани получил образование в "Римском колледже".  Он стал очень опытным латинистом и получил докторскую степень в области канонического и гражданского права. Был одним из тех, кто посещал академию шведской королевы Кристины. Служил в качестве папского прелата при папе Александре VIII, а Папой Иннокентием XII был назначен референтом в Апостольской Сигнатуре.

### Кардинал
Папа Александр VIII сделал его кардиналом-дьяконом Санта-Мария-ин-Аквиро 10 апреля 1690 года, несмотря на его протесты. Через полтора месяца, 22 мая 1690 назначен кардиналом-дьяконом Сант-Адриано-аль-Форо, а затем уже кардиналом-священником Сан-Сильвестро-ин-Капите. 
Был рукоположен в священники в сентябре 1700 года  и отслужил свою первую мессу в Риме 6 октября 1700.

## Понтификат

### Избрание
После смерти папы Иннокентия XII в 1700 году, был созван конклав для избрания его преемника. Альбани считался тонким дипломатом, известным своими навыками в качестве миротворца. Пробыв кардиналом 10 лет 10 месяцев и 10 дней был единогласно избран папой 23 ноября 1700 и согласился на выборы после трёх дней консультаций, став на 52-м году жизни самым молодым Папой римским в XVIII веке.
Необычно то, что с точки зрения существовавшей практики, его избрание произошло после трёх месяцев с момента рукоположения в священники и после двух месяцев с момента, как он отслужил свою первую мессу, хотя кардиналом он был более десяти лет. Приняв выборы после некоторых колебаний, он был рукоположен в сан епископа 30 ноября 1700 года и принял имя "Климент". Интронизирован 8 декабря 1700 г. кардиналом-протодиаконом Бенедетто Памфили.

### Против кальвинизма
Климент XI благословлял французского «короля-солнце» Людовика XIV на унижение и уничтожение гугенотов. При подавлении восстания камизаров в Севеннских горах королевские войска совершали ужасные жестокости в отношении мирного населения. С одобрения Климента XI, который издал специальную буллу об отлучении камизаров, солдаты короля разрушили более 450 деревень, иногда убивая всех подряд. Был случай сожжения в одном сарае 300 гугенотов.

### Против янсенизма
В богословской области самым значительным шагом Климента XI была публикация 8 сентября 1713 года буллы «Unigenitus», направленной против янсенизма: 101 предложение (положение)  из книги ведущего идеолога янсенизма, французского теолога Паскье Кенеля, были объявлены буллой еретическими. Осуждение выдернутых из контекста предложений, истинный смысл которых был часто вследствие такого приема искажен, не с лучшей стороны характеризовало теологов Римской курии, тем более когда оказалось, что некоторые осужденные фразы были цитатами из трудов Августина Блаженного, творца идеологии западного христианства. Опубликование буллы Unigenitus не успокоило догматические споры во Франции, но зато способствовало росту религиозного скептицизма и индифферентизма, которые характеризовали эпоху Просвещения.
В 1708 году Папа установил праздник Непорочного зачатия, отмечающийся 8 декабря.

### Споры о китайских обрядах
Споры в католической церкви о китайских обрядах продолжались в период с 1630-х годов до начала XVIII века и заключались в следующем: являются ли традиционные обряды китайских народных религий и подношений императору идолопоклонством.
В 1705 году папа послал папского легата к императору Канси, чтобы поговорить с ним о возможности запрета китайских обрядов. Миссия во главе с Карлом-Томасом Майлардом де Турне общалась с ним о запрете китайских обрядов в январе 1707 года, но в итоге была изгнана в Макао.
Кроме того, папа издал 19 марта 1715 года папскую буллу "Ex illa die", которая официально осудила китайские обряды. В 1742 году папа Бенедикт XIV подтвердил своей папской буллой указ Климента XI "Ex quo singulari". Бенедикт потребовал, чтобы миссионеры в Китае принимали присягу, запрещавшую им обсуждать вопрос об отношении к китайским обрядам когда-либо.
Император Канси не согласился с указом Климента и в 1721 году издал свой указ, запретивший христианские миссии в Китае.

### Строительство и патронаж
Климент XI добавил к знаменитой церкви Санта-Мария-дельи-Анджели-э-дей-Мартири солнечные часы.
По проекту Филиппо Баригени расположенный на площади Пьяцца-делла-Ротонда перед Пантеоном фонтан был украшен египетским обелиском из красного мрамора, высотой 20 футов. Обелиск был доставлен в Рим в древности из храма бога Ра, который построил фараон Рамсес II в Гелиополе. Первоначально с 1374 года находился под апсидой близлежащий базилики Санта-Мария-сопра-Минерва. В середине XV века обелиск был перемещён на небольшую площадь Пьяцца-ди-Сан-Макуто, расположенную в 200 метрах к востоку от Пантеона. В 1711 году обелиск был водружён на фонтан площади Пьяцца-делла-Ротонда.
В 1704 году на Тибре был построен порта Рипетта, разрушенный в 1893 году для постройки моста Кавур.
По проекту архитекторов Карло Маратта и Карло Фонтана огромные статуи апостолов были включены в композицию Латеранской базилики.
При Клименте XI была основана академия живописи и скульптуры, а Ватиканская апостольская библиотека обогатилась многочисленными восточными кодексами, найденными при археологических раскопках в римских катакомбах.

## Смерть
Климент XI скончался в Риме 19 марта 1721 года и был похоронен в мостовой базилики Святого Петра, а не в богато украшенной гробнице, как у его предшественников.

## Итоги понтификата
Папа Альбани строго придерживался принципов своего предшественника и не протежировал родственникам. Единственным исключением был Аннибале Альбани, назначенный кардиналом в 1711 году. Его брат стал кардиналом только в правление Иннокентия XIII.
Понтификат Климента XI, длившийся 21 год, был заполнен дипломатической деятельностью папских легатов и нунциев, которые принимали активное участие в многочисленных интригах тогдашних королевских дворов. Все историки разделяют ныне мнение, что эти интенсивные меры ватиканских дипломатов в небольшой степени способствовали повышению авторитета папства на международной арене. Конечно, с влиянием папского государства считались, но было известно, что с помощью подкупа и нажима при папском дворе можно было достигнуть многого.